# Джалалабадска област
Джалалабадска област (на киргизки: Жалал-Абад областы) е една от 7-те области на Киргизстан. Площ 33 700 km² (3-то място по големина в Киргизстан, 16,85% от нейната площ). Население на 1 януари 2019 г. 1 214 400 души (2-ро място по население в Киргизстан, 19,09% от нейното население). Административен център град Джалал Абад. Разстояние от Бишкек до Джалал Абад 568 km.

## Историческа справка
Най-стария град в Джалалабадска област е Джалал Абад, първично утвърден за град през 1877 г. и вторично през 1927 г. Два града Таш Комур и Кок Джангак са признати през 1943 г., Майлуу-Суу през 1956 г., а Каракул през 1977 г. Останалите 3 града са утвърдени за градове след признаването на независимостта на Киргизстан: през 2003 г. Кочкор Ата, през 2004 г. (Кербен) и през 2012 г. (Токтогул). Първично Джалалабадска област е образувана на 21 ноември 1939 г. на базата на бившия Джалалабадски окръг. На 27 януари 1959 г. облостта е закрита и територията ѝ е присъединена към Ошка област. Във връзка с бързо нарастващото население в района на 14 декември 1990 г. областта е вторично образувана на базата на старите граници на първичната Джалалабадска област.

## Географска характеристика
Джалалабадска област заема западната част на Киргизстан. На юг и запад граничи с Узбекистан, на север – с Таласка област, на североизток – с Чуйска област, на изток – с Наринска област и на югоизток – с Ошка област. В тези си граници заема площ от 33 700 km² (3-то място по големина в Киргизстан, 16,85% от нейната площ). Дължина от запад на изток 380 km, ширина от север на юг 150 km.
Територията на областта е разположена в пределите на Западен Тяншан, като над 70% от площта ѝ е заета от планински хребети и е почти безлюдна. На север се издига хребета Таласки Алатау (4165 m), на североизток – Сусамиртау (4048 m), на югоизток – северните части на Ферганския хребет (4427 m), на запад, по границата с Узбекистан – Пскемския хребет (4299 m), а източно и успоредно на него – Чаткалския хребет с максимална височина (4503 m, 41°57′27″ с. ш. 71°45′08″ и. д. / 41.9575° с. ш. 71.752222° и. д.), най-високата точка на областта. Южвите части на областта попадат в североизточната периферия на Ферганската котловина, като между нея и южните склонове на тяншанските хребети се простират т.нар. „адири“ (ниски предпланински части), заети от обработваеми земи.
Климатът е рязко континентален, засушлив. На височина от 500 до 1000 – 1100 m средната януарска температура е -3 °C, а средната юлска 24 – 27 °C, годишна сума на валежите 500 mm, продължителността на вегетационния период (минимална денонощна температура 5 °C) 210 – 215 денонощия. В пределите на тези височини се намират основните обработваеми и напоявани земи на областта. На височина 2000 – 3000 m средната юлска температура е 11 – 18 °C, зимата е студена и продължителна, а годишната сума на валежите е 400 – 600 mm. Над 3000 m климатът е суров (средна юлска температура под 10 °C), с много малко денонощия с температура над 0 °C.
Всичките реки в областта принадлежат към водосборния басейн на река Сърдаря. От изток на запад, а след изтичането си от Токтогулското водохранилище през областта протича част от средното и цялото долно течение на река Нарин (дясна съставяща на Сърдаря) със своите многобройни къси и бурни притоци. На юг по границата с Андижанска област на Узбекистан преминава малък участък от река Карадаря (лява съставяща на Сърдаря), а в западната част на областта между Пскемския и Чаткалския хребет – река Чаткал (лява съставяща на Чирчик, десен приток на Сърдаря).
В планините до 1500 m растителността е полупустинна (пелин, ефемери, солянка) развита върху сиви почви. Нагоре, до 3000 m са разпространени сухи планински степи, а след това ливадни степи върху планински кестеняви и кафяви почви. По склоновете на Чаткалския и Ферганския хребет са развити орехово-плодни гори, съставени от диви плодови растения: гръцки орех, ябълка, шам Фъстък, бадем, череша, барбарис и др. На височина 3000 – 4000 m са развити субалпийски и алпийски пасища върху планинско ливадни почви. Животинският свят е разнообразен, като е представен от лисица, вълк, язовец, хермелин, кафява мечка, дива свиня, сърна, бодлокож, а по най-високите части – планински козел и снежен барс.

## Население, социално-икономически показатели
На 1 януари 2019 г. населението на Джалалабадска област е наброявало 1 214 400 души (19,09% от населението на Киргизстан). Гъстота 36,04 души/km². Градско население 25,2%.; работещи: 390 700 (2008); регистрирани безработни: 18 707 (2008); експорт: 87,1 млн. долара (2008); импорт: 111,5 млн. долара (2008); директни чуждестранни инвестиции (2008): 16.8 млн. долара.
Етнически състав: киргизи 71,82%, узбеки 24,83%, руснаци 0,90% и др.

## Административно-териториално деление
В административно-териториално отношение Джалалабадска област се дели на 8 административни района, 8 града, в т.ч. 4 града с областно подчинение и 4 града с районно подчинение и 4 селище от градски тип.
| Административна единица    | Площ (km²) | Население (2018 г.) | Административен център | Население (2018 г.) | Разстояние до Джалал Абад (в km) | Други градове и сгт с районно подчинение |
| -------------------------- | ---------- | ------------------- | ---------------------- | ------------------- | -------------------------------- | ---------------------------------------- |
| Град с областно подчинение |            |                     |                        |                     |                                  |                                          |
| 1. Джалал Абад             | 25         | 117 200             | гр. Джалал Абад        | 117 200             | -                                |                                          |
| 2. Каракул                 | 1050       | 25 400              | гр. Каракул            | 25 400              | 175                              | Кетмен Тьобе                             |
| 3. Майлуу-Суу              | 12         | 25 400              | гр. Майлуу-Суу         | 25 400              | 91                               | Кьок Таш                                 |
| 4. Таш Комур               | 5          | 41 300              | гр. Таш Комур          | 41 300              | 112                              | Къзъл Джар, Шамалди Сай                  |
| Административен район      |            |                     |                        |                     |                                  |                                          |
| 1. Аксийски                | 3500       | 131 400             | гр. Кербен             | 28 300              | 176                              |                                          |
| 2. Алабукински             | 3054       | 102 200             | с. Ала Бука            | 17 186              | 196                              |                                          |
| 3. Базар-Коргонски         | 1965       | 171 700             | с. Базар Коргон        | 36 618              | 33                               |                                          |
| 4. Ноокенски               | 2336       | 137 000             | с. Маси                | 15 000              | 44                               | гр. Кочкор Ата                           |
| 5. Сузакски                | 3019       | 288 600             | с. Сузак               | 24 049              | 8                                | гр. Кок Джангак                          |
| 6. Тогуз-Тороуски          | 3816       | 24 500              | с. Казарман            | 21 678              | 206                              |                                          |
| 7. Токтогулски             | 7815       | 98 800              | гр. Токтогул           | 19 200              | 289                              |                                          |
| 8. Чаткалски               | 4608       | 27 100              | с. Каниш Кия           | 13 880              | 325                              |                                          |